# Bings (Bludenz)

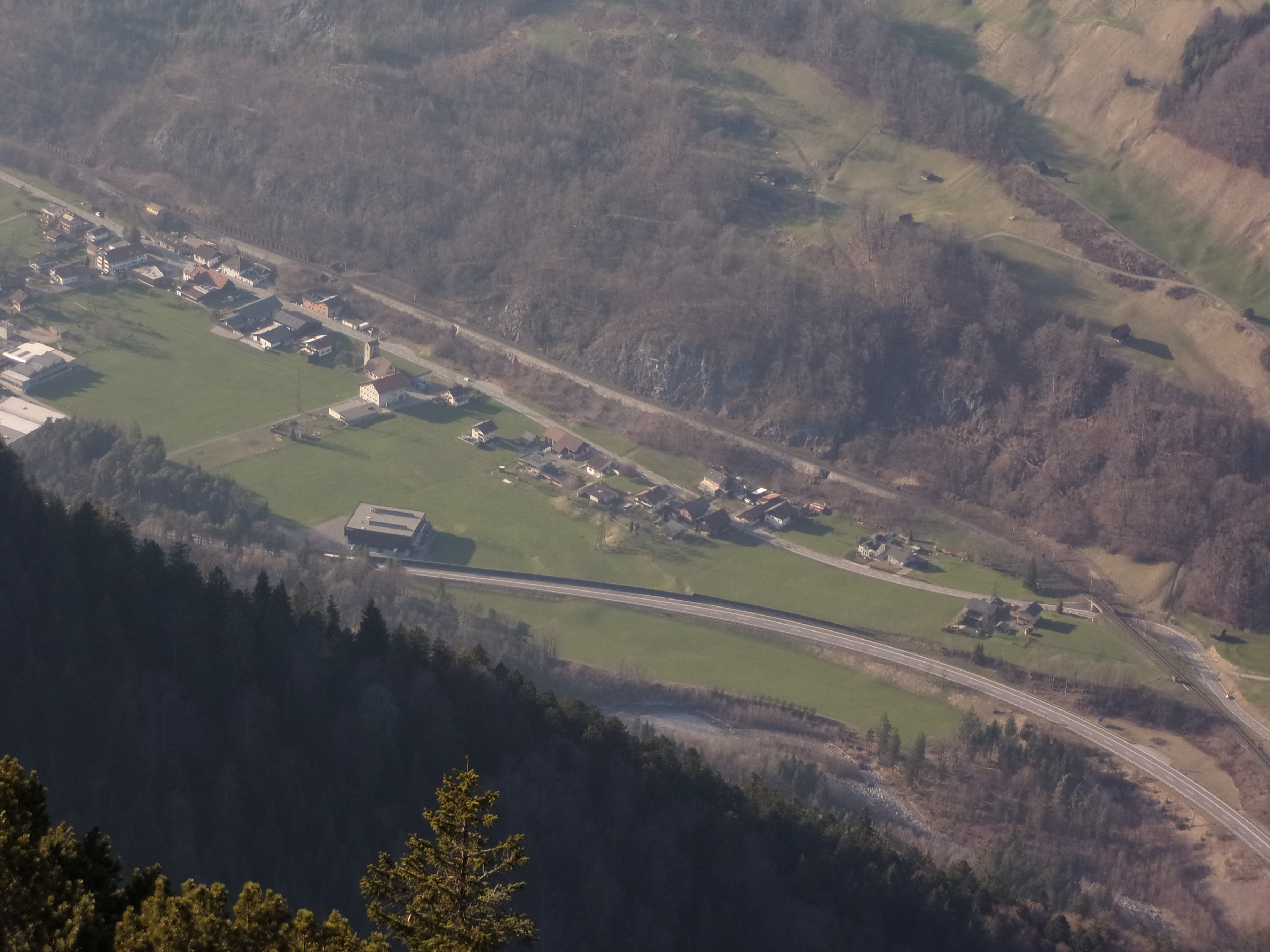
Blick auf Oberbings mit Kirche und Schulhaus. Links das Gewerbegebiet, vorn die sehr nahe am Ort geführte S 16, links oben die ehemalige Haltestelle an der Arlbergbahn.

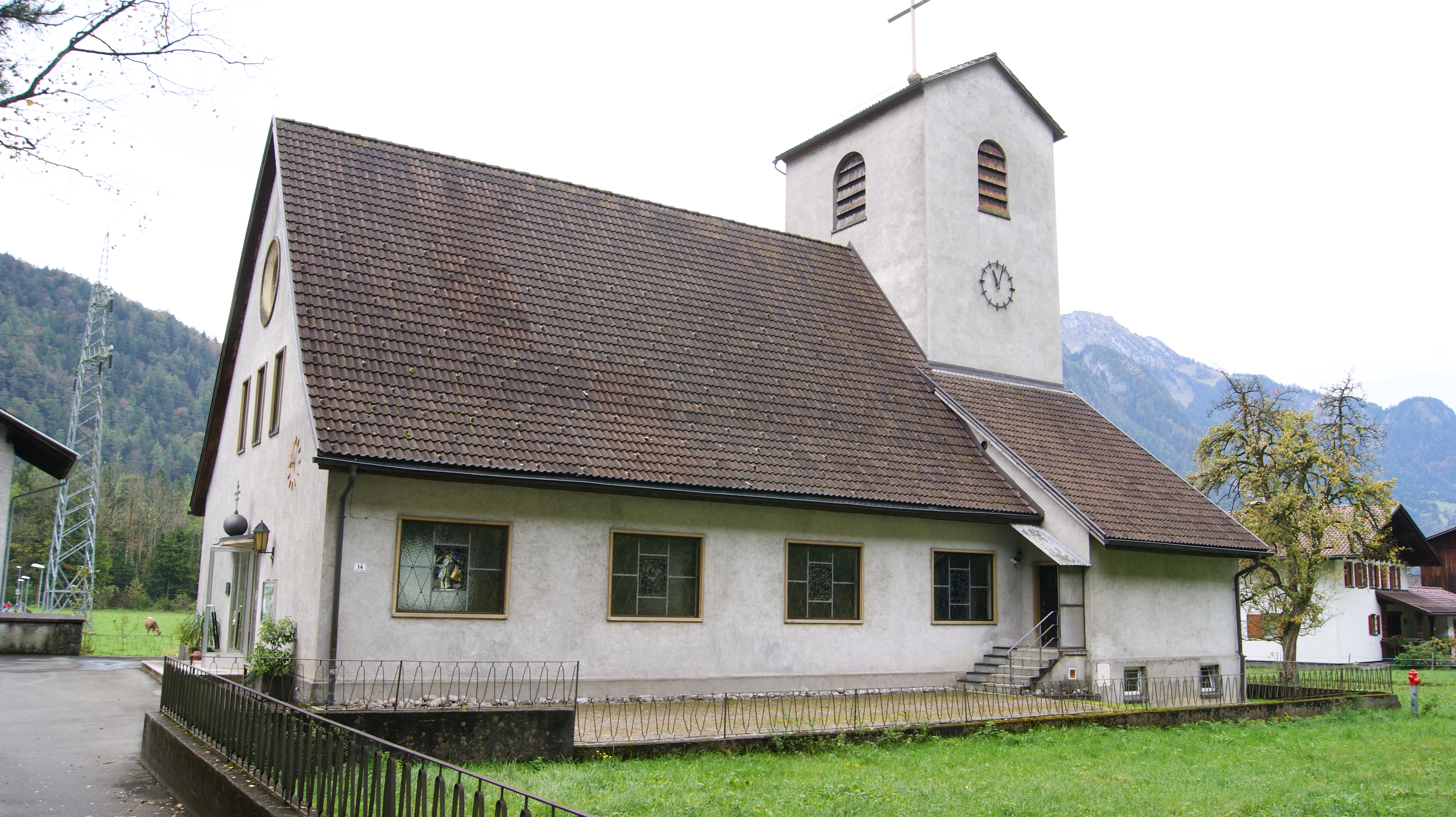
Pfarrkirche Heiligste Dreifaltigkeit in Bings, Blick von Norden.

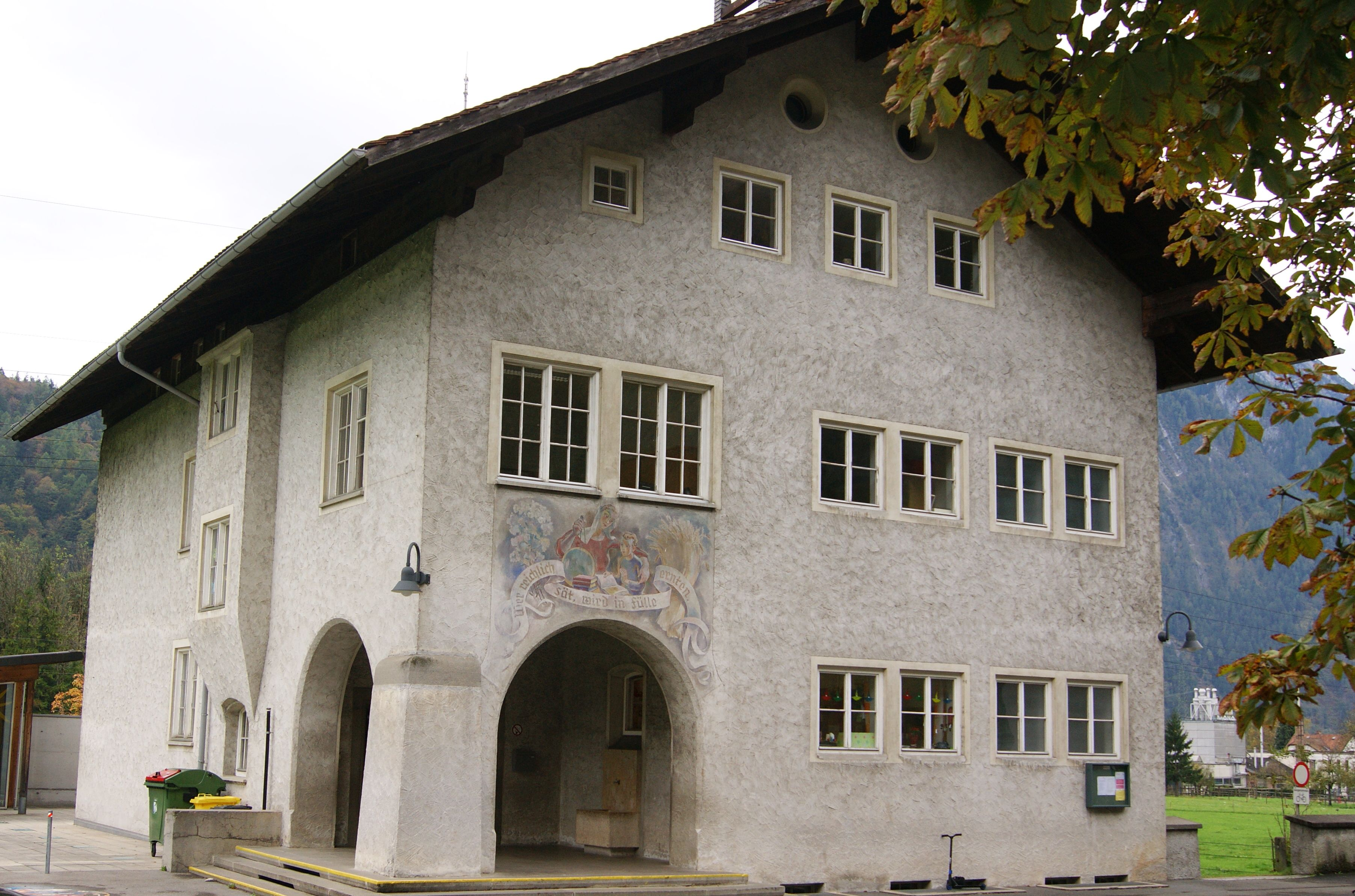
Volksschule Oberbings Nr. 16 neben der Pfarrkirche vor dem Bau des Kindercampus.

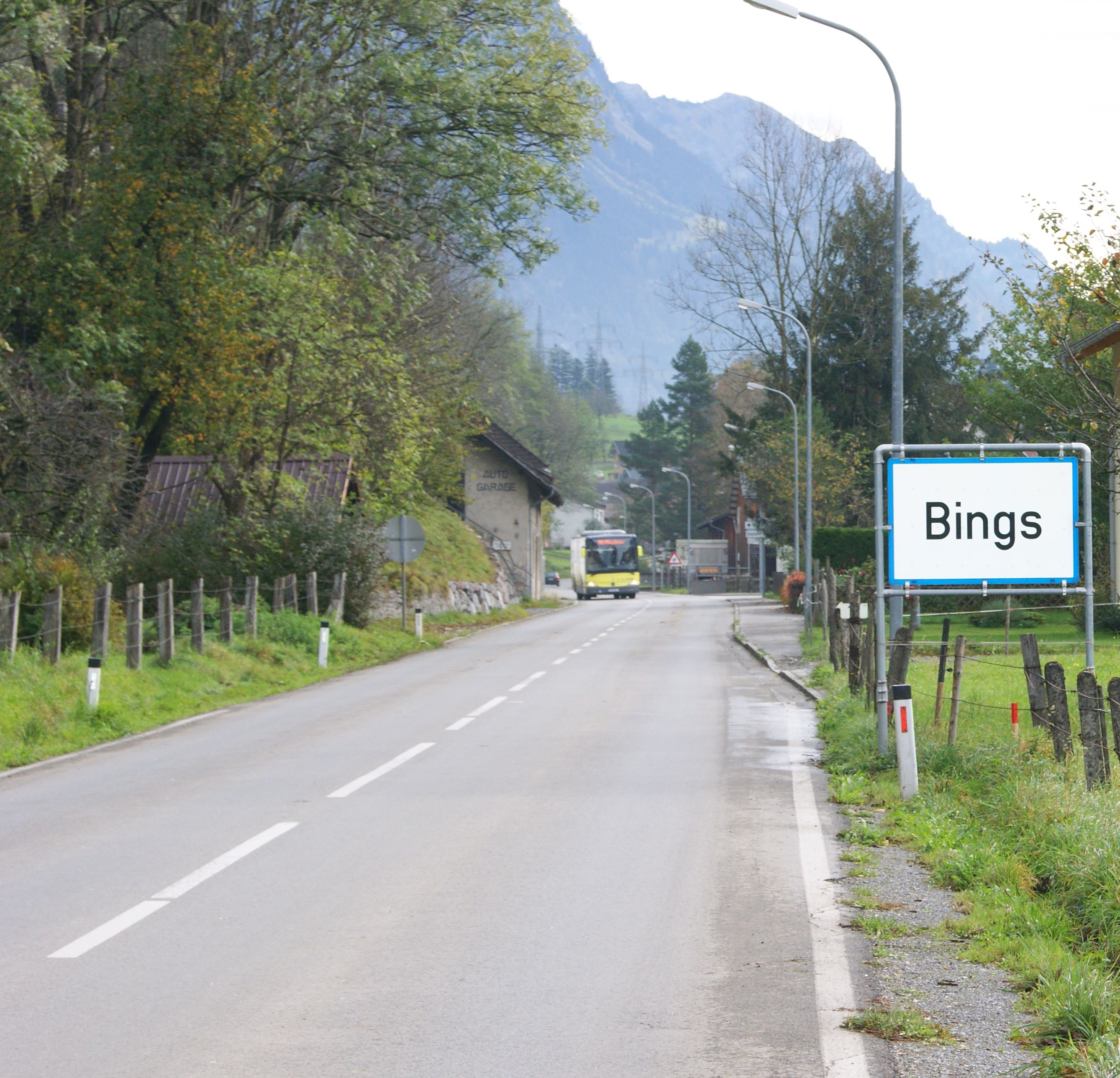
Westliche Ortseinfahrt von Bings (L97). Vor dem Gebäude am linken Straßenrand befindet sich der Aufgang zur ehemaligen Bahnhaltestelle Bings

Bings (auch: Bludenz-Bings, 606 m ü. A.) ist ein Ortsteil der Gemeinde Bludenz in Vorarlberg (Österreich). Der Ort liegt etwa 2 km Luftlinie von der Stadtgrenze Bludenz entfernt und grenzt direkt an die Gemeinde Stallehr im Montafon an, wobei die Alfenz einen Teil der natürlichen Gemeindegrenze bildet. Bings zählt, wie auch die Bludenzer Ortsteile Ausserbraz und Radin, zum Klostertal und nicht wie die Stadt Bludenz zum Walgau. Bings wird in Oberbings und Unterbings eingeteilt. Etwa 800 m Luftlinie von der Bingser Kirche (Oberbings) entfernt liegt die Rotte St. Leonhard.
Bings zählte 151 Wohngebäude und 404 Einwohner (2011). Im Jahr 1787 wurden im Ortsteil Bings lediglich 16 Wohnhäuser mit 75 Einwohnern gezählt.
Ortsvorsteher war bis Herbst 2020 Edmund Jenny. Mit der Bürgermeisterwahl 2020 schaffte die Stadtvertretung diese Tätigkeit für den Ortsteil Bings ab.

## Kirche
Die denkmalgeschützte Pfarrkirche Heiligste Dreifaltigkeit ist die einzige römisch-katholische Kirche im Ortsteil Bings. Die Bewohner von Bings sind überwiegend römisch-katholischen Glaubens.
Bings und Stallehr bilden seit 1948 zusammen eine eigene Pfarrvikarie und seit 1956 eine eigene Pfarre (siehe auch: Liste der Pfarren im Dekanat Bludenz-Sonnenberg).

## Volksschule
Die Volksschule Oberbings Nr. 16 liegt direkt neben der Pfarrkirche. Das Fresko über dem Eingang stammt von Hubert Fritz, der auch die Fresken am Chorbogen der Pfarrkirche Bings, die Wallfahrtskirche Mariä Geburt (Stallehr) und die Johannes-Nepomuk-Kirche (Lorüns) teilweise ausgestaltet bzw. das Fresko Herzogs Friedrich V. von Österreich beim Stadtmuseum Bludenz geschaffen hat. Der Bildungscampus Bings, ein Neubau für die Kinderbetreuung nördlich des Schulhauses und direkt an der Landesstraße 97, ist im Oktober 2021 eingeweiht worden.

## Verkehr
Die Hauptstraße, die am nördlichen Rand des Ortes, parallel zur Arlbergbahn, entlangführt, ist die Landesstraße L97 (Klostertalerstraße). Von der S16 (Arlberg Schnellstraße) aus ist Bings über eine eigene Abfahrt, die in Richtung Bludenz direkt durch die Wohnbebauung der Bingser Siedlung führt, erreichbar (zusammen mit Stallehr). Bings ist, ähnlich wie Bludenz und Stallehr, durch die Nähe zur stark befahrenen, autobahnähnlichen S 16 einer erheblichen Lärmbelastung ausgesetzt (Details siehe im Artikel Bludenz und S 16). Zudem führt die die S 16 und die L 97 verbindende L 92 mitten durch den Ort. Die Stadtverwaltung Bludenz sieht die Lebensqualität in Bings durch eine „verfehlte Verkehrspolitik“ und „massiven“ Schwer- und Individualverkehr ebenfalls beeinträchtigt. Unter anderem produziert ein in Bings ansässiger, zum Sika-Konzern gehörender, mehrfach erweiterter Betrieb jährlich 40 000 t chemische Baustoffe; die dazu nötigen Rohstoffe sowie die fertigen Produkte werden per Lkw durch den Ort an- und abtransportiert.
Der Bau einer zweiten S16-Fahrspur von der Anschlussstelle Bludenz-Montafon über Bings bis zur vorhandenen, zweistreifigen Richtungsfahrbahn ab Braz-Glasbühel ist im Dezember 2021 begonnen worden und soll dafür sorgen, dass weniger Staus entstehen. Dabei soll auch die Bings und Stallehr verbindende Brücke über die Alfenz und über die S 16 abgerissen und neu gebaut sowie die L 92 in Bings grundhaft erneuert werden. Angesichts von lediglich 20 bis 30 Staustunden pro Jahr hegte die Gemeinde Stallehr Zweifel an der Notwendigkeit der Fahrspurzulegung auf der S 16. Mit der nach Fertigstellung der Erweiterung vorgesehenen Anhebung der Höchstgeschwindigkeit von 80 auf 100 km/h wird eine weitere Zunahme des Lärms um 5 dB in Bings erwartet. Allerdings werden die Lärmschutzwände im Zuge dieses Ausbaus erheblich erhöht.
Bings liegt zudem direkt an der Arlbergbahn. Der Ortsteil erhielt am 15. August 1908 einen eigenen ÖBB-Haltepunkt. Seit der Einstellung der Bedienung der Haltestellen im Klostertal ab dem Fahrplanwechsel im Mai 1999 ist dieser Haltepunkt aufgelassen. Die Station Bings selbst war seit dem 13. Dezember 1977 bereits unbesetzt. Stattdessen wird der Ort mit der Landbuslinie 90, welche die Orte im Klostertal mit Bludenz verbindet, teilweise im Halbstundentakt (vor allem in der Wintersaison) bedient. Bings zählt im Tarif-Regelwerk des Verkehrsverbundes Vorarlberg zur Tarifzone Bludenz, als auch zur Tarifzone Braz.

## Bevölkerungsentwicklung

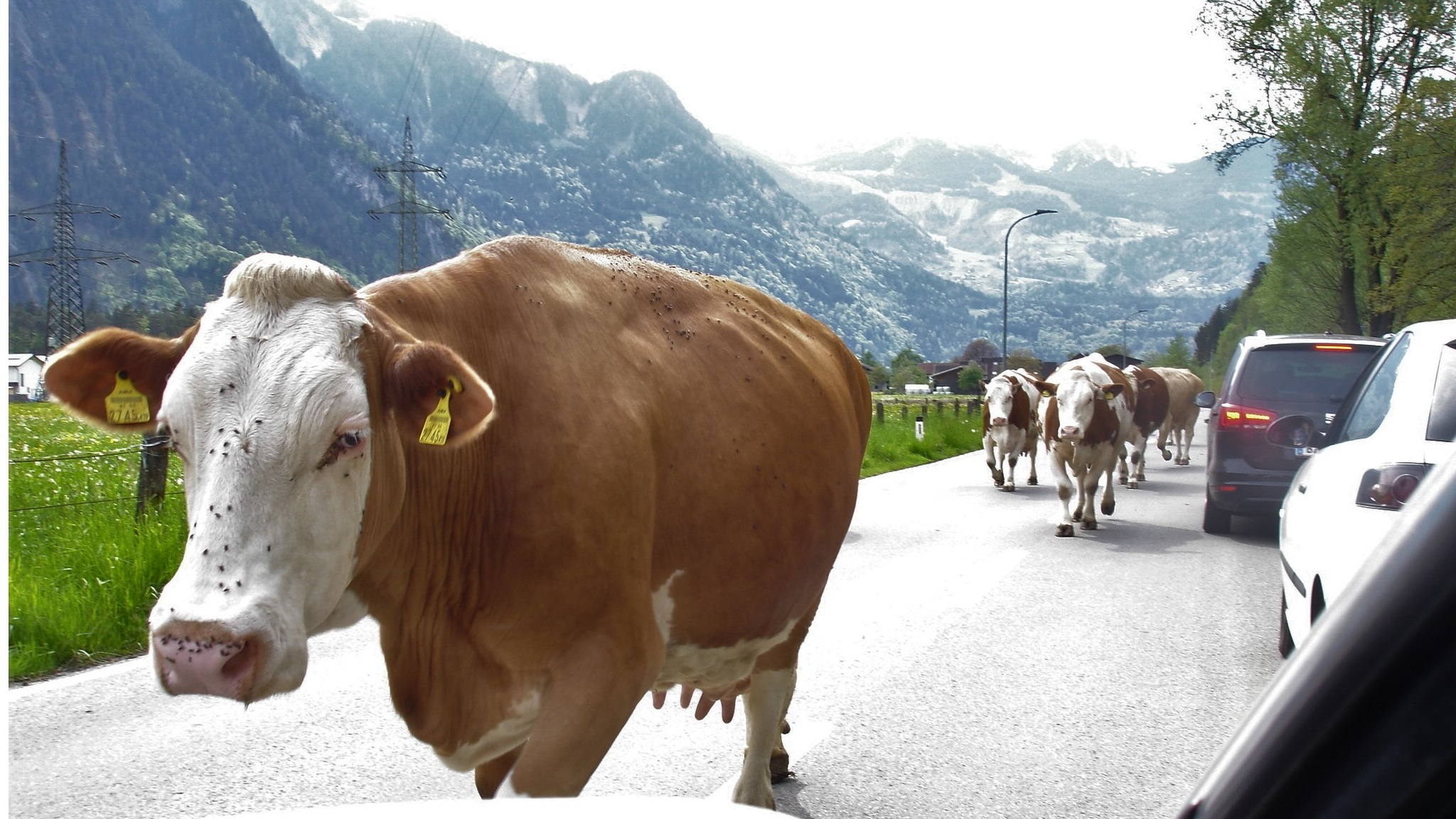
Alltag in Bings: Viehtrieb auf der Landesstraße 97

Die Bevölkerungsentwicklung in Bings ist über die Jahrhunderte hinweg schwankend:

## Wirtschaft

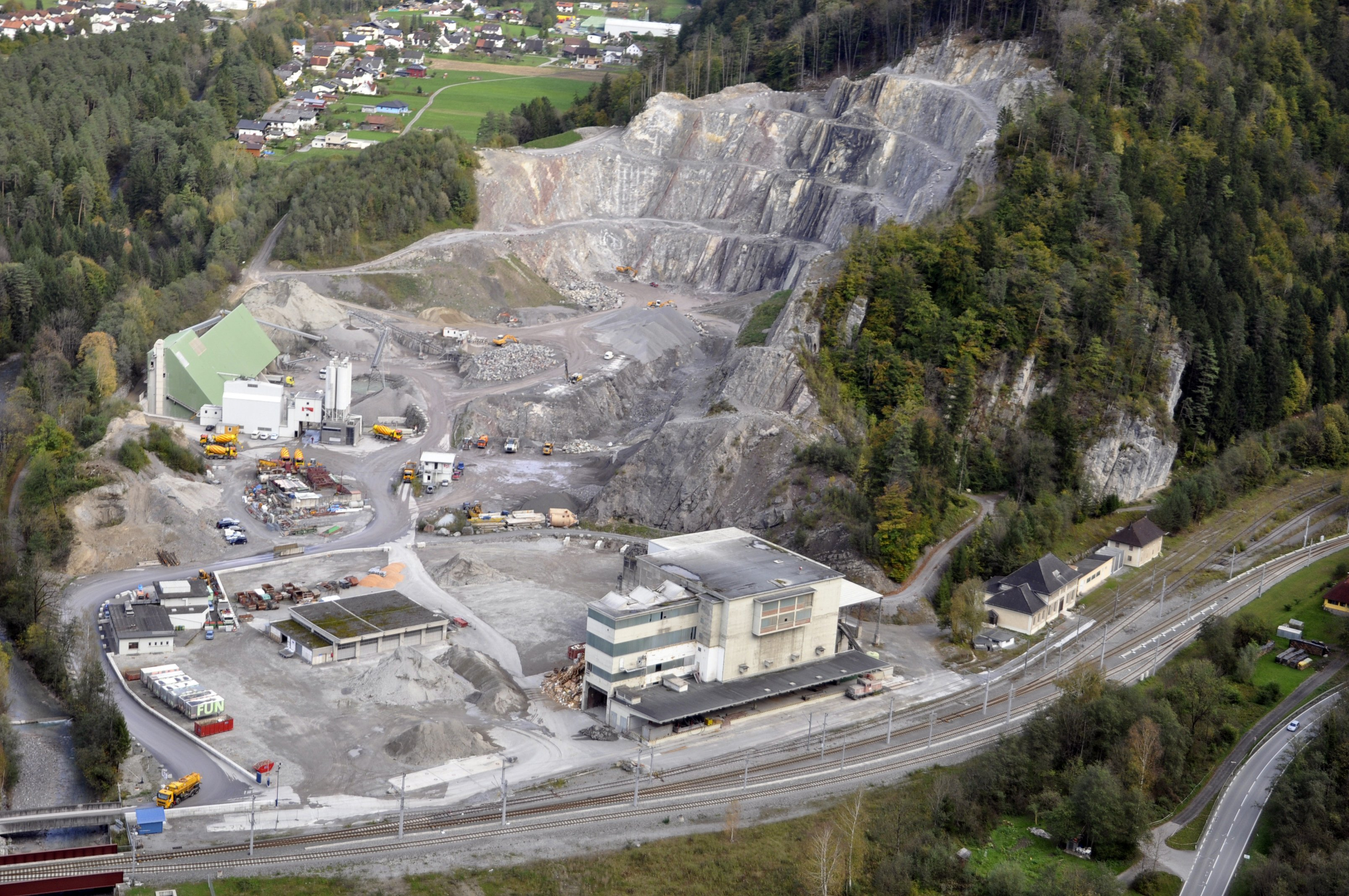
Blick auf den Lorünser Steinbruch mit Bings (ganz oben links in der Ecke) und Stallehr im Hintergrund

1860 gründete Leonhard Walser ein Kalk- und Gipswerk, in dem Zement produziert wurde. Es lag in etwa auf dem heutigen Sika-Gelände. Das Rohmaterial hierfür wurde aus dem etwas tiefer gelegenen Steinbruch Lorüns am Lärchenbühel, dem westlichsten Ausläufer des Verwall, von Arbeitern mühsam mit Wagen auf einer Rollbahn heraufgeschoben. Das Werk lieferte später auch Material für den Bau der Arlbergbahn.
Derzeit gibt es drei größere Betriebe: Sika als größter Bingser Betrieb setzt die Tradition der Baustoffherstellung fort und ist hier seit 1939 tätig, weiterhin gibt es die Firmen Manahl (Fertigung von Aluminiumelementen) und Terratec (landwirtschaftliche Maschinen). Weiterhin arbeiten im Ort mehrere landwirtschaftliche Betriebe, hauptsächlich mit Milchviehhaltung und Milchverarbeitung.

## Feuerwehr
Das Feuerwehrhaus der im Jahr 2022 55 Mitglieder zählenden Freiwilligen Feuerwehr Bings-Stallehr (aufgrund einer Kooperationsvereinbarung ist diese in Bings stationierte Institution auch für Stallehr sowie für Radin tätig) soll ab Herbst 2023 unweit des jetzigen Gebäudes neu gebaut werden. Grund sind der beengte Platz im vorhandenen Haus und der fehlende Grund für Erweiterungen. Das neue Feuerwehrhaus wird dann zentral zwischen Bings und Stallehr und auch nahe an der S 16 sowie am Sika-Betriebsgelände stehen. Beispielsweise erfordern Verkehrsunfälle oder Fahrzeugbrände auf der S 16 hin und wieder den Einsatz der Feuerwehr.